# Flowery Branch
Flowery Branch é uma cidade  localizada no estado americano de Geórgia, no Condado de Hall.

## Demografia
Segundo o censo americano de 2000, a sua população era de 1806 habitantes.
Em 2006, foi estimada uma população de 3312, um aumento de 1506 (83.4%).

## Geografia
De acordo com o United States Census Bureau tem uma área de
6,4 km², dos quais 6,4 km² cobertos por terra e 0,0 km² cobertos por água. Flowery Branch localiza-se a aproximadamente 373 m acima do nível do mar.

## Localidades na vizinhança
O diagrama seguinte representa as localidades num raio de 16 km ao redor de Flowery Branch.